# Halysidota modalis
Halysidota modalis là một loài bướm đêm thuộc phân họ Arctiinae, họ Erebidae.